# Берта фон Тюбинген
Берта фон Тюбинген (на немски: Bertha von Tübingen, † 24 февруари 1169) от швабския благороднически род Тюбинги, е чрез женитба маркграфиня на Верона и Баден.

## Биография
Тя е дъщеря на пфалцграф от Пфалцграфство Тюбинген.
Берта се омъжва преди 1162 г. за Херман IV фон Баден (1135 – 1190), маркграф на Верона и Баден, син на маркграф Херман III († 1160) и Берта фон Хоенщауфен († сл. 1148), вероятно дъщеря на император Конрад III († 1152). Той участва в Третия кръстоносен поход, където умира през 1190 г. в Антиохия.
Тя е погребана в гробницата на маркграфовете на Баден в Августинския манастир в Бакнанг.

## Деца
Берта и Херман имат децата:
- Херман V, маркграф на Баден († 16 януари 1243), ∞ 1220 за пфалцграфиня Ирменгард при Рейн († 1260), дъщеря на пфалцграф Хайнрих V († 1227), син на херцог Хайнрих Лъв († 1195)
- Хайнрих I, маркграф фон Баден-Хахберг († 2 юли 1231), ∞ Агнес, дъщеря на граф Егино IV фон Урах и Агнес фон Церинген
- Фридрих (* ок. 1167, † 1217 убит), сърегент
- Юта
- Берта
- Гертруда фон Баден (* пр. 1160, † пр. 1225), ∞ 1180 за Албрехт II, граф фон Егисхайм и Дагсбург († 1211)